# Fehérvár Enthroners

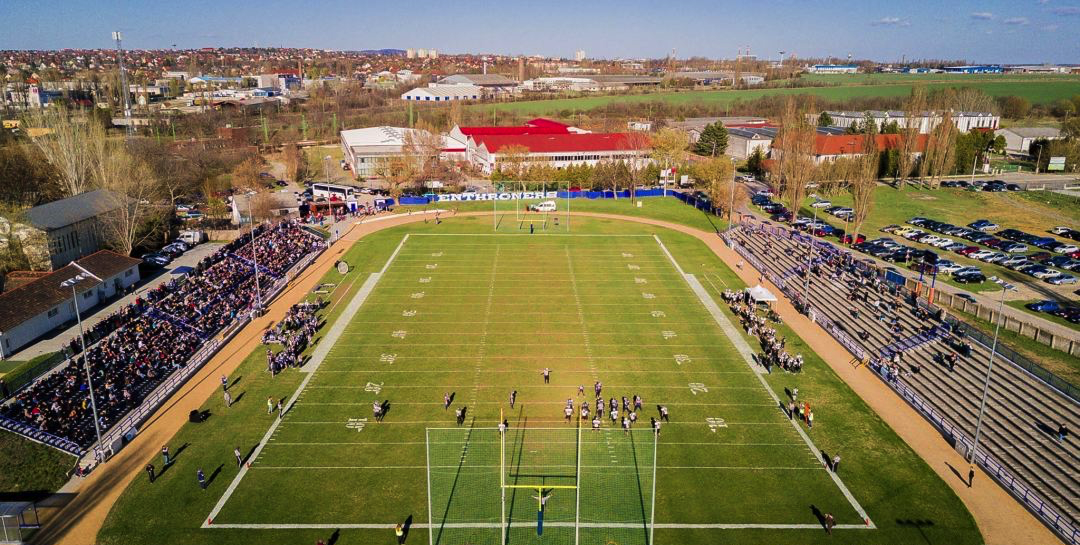
Domov Enthroners, First Field v roce 2017

Fehérvár Enthroners je profesionální tým amerického fotbalu z maďarského města Székesfehérvár. Od roku 2020 soutěží mužský A tým v maďarské fotbalové lize a v rakouské fotbalové lize Divize 1, což je druhá nejvyšší soutěž v Rakousku. Od sezóny 2023 bude tým hrát profesionální ligu European League of Football (ELF) . 

## Historie
Po založení v roce 2007 se tým účastnil nejnižší ligy bez znatelného úspěchu až do roku 2015, kdy se poprvé dostal do play-off. V roce 2016 začala nová etapa týmu: přestěhoval se na First Field, první maďarský stadion přímo určený na americký fotbal, skončil na druhém místě v divizi 3, postoupil do divize 2. V roce 2017 tým vyhrál divizi I bez porážky a od té doby se účastní HFL. V roce 2018 skončil na 5. místě, ale v roce 2019, po umístění na 3. místě v základní části, vyhrál Hungarian Bowl XIV. V roce 2021 prohrál finále, ale v roce 2022 vyhrál HFL bez jediné porážky.
Od roku 2018 se tým účastní také nižších rakouských soutěží. Podle pravidel musel tým soutěžit v divizích 4, 3 a 2, než postoupili do divize 1. V prvních 4 sezónách neprohrál tým žádný zápas a odehrál 35 zápasů bez prohry. Rakouský svaz nedovolil týmu přeskočit žádnou divizi, takže Enthroners museli hrát ve všech 4 nižších úrovních. Vzhledem k tomu, že od roku 2022 rakouská federace neumožňuje postup týmů do AFL, aby se stabilizovaly pozice 10 zúčastněných týmů, nebylo Enthroners povoleno hrát v nejvyšší divizi. V roce 2021 vstoupili do Středoevropské fotbalové ligy, ale kvůli problémům s cestováním souvisejícím s Covidem 19 tým Calanda Broncos vyhrál zápas kontumačně. V roce 2022 se tým zúčastnil CEFL Cupu, vyhrál jižní skupinu a postoupil do finále které odehrává proti českému týmu Prague Lions. Vítězstvím 24:20 na domácím hřišti získali titul. 13. května 2022 bylo během tiskové konference oznámeno, že tým vstoupí od sezóny 2023 do European League of Football.